# Ксенокріта
Ксенокріта (дав.-гр. Ξενοκρίτη; VI сторіччя до н. е.) — дружина тирана міста Куми Арістодема, яка допомогла повалити його владу. Відомості античних джерел про її подальшу долю різняться.

## Життєпис
Згідно давньогрецькому письменнику Плутарху, Ксенокріта мешкала у давньогрецькій колонії Куми та була дочкою вигнанця. Місцевий тиран Арістодем покохав жінку та зробив її своєю коханкою. Він не повернув з вигнання батька Ксенокріти, щоб отримати дозвіл на шлюб, вважаючи, що достатньо його прихильності до жінки. Ксенокріта ж навпаки була невдоволена відсутністю законного шлюбу і втраченою свободою Батьківщини, тим самим ставши прихильницею повалення тиранії. Коли серед громадян міста спалахнуло невдоволення під час риття рову навколо міста за наказом тирана, Ксенокріта промовила, що вона б залюбки носила землю у присутності батька, ніж розділяти розкіш та могутність з Арістодемом. Її слова додали невдоволеним рішучості та вони згуртувалися навколо свого ватажка Тімотела. Завдяки допомоги Ксенокріти, повстанці змогли зненацька застати Арістодема безоружного та без охорони й вбити його.
Ксенокріта відмовилася від пропонованих почестей і нагород і попрохала лише можливості поховати Арістодема. Громадяни міста обрали Ксенокріту жрицею Деметри, вважаючи, що це буде для неї належною шаною та завгодно богині.
Давньогрецький історик Діонісій Галікарнаський оповідаючи про повалення Арістодема не згадує за іменем Ксенокріту та її роль. Однак він зазначає, що повстанці вбили всіх родичів тирана, разом з жінками та дітьми.
Німецький історик Фердинанд Дюммлер вважав, що Плутарх при написанні праці «Про звитягу жінок» використовував роботи філософа Теофраста. Особливо погляди перипатетика та стилістичні відгомони його праць проявляються у розповіді про Ксенокріту.